# Blacksmith Scene
Blacksmith Scene er en amerikansk stumfilm fra 1893 af William Kennedy Dickson.

## Medvirkende
- Charles Kayser
- John Ott